# Eclipta romani
Eclipta romani là một loài bọ cánh cứng thuộc họ Xén tóc. Loài này được Per Olof Christopher Aurivillius mô tả năm 1919.